# 佐原本線料金所
佐原本線料金所（さはらほんせんりょうきんじょ）は、神奈川県横須賀市大矢部にある横浜横須賀道路の本線料金所。浦賀IC及び馬堀海岸ICと、衣笠IC以北との間を利用する車両の料金収受を行う。
横浜横須賀道路は当料金所を境に、狩場方面は4車線、馬堀海岸方面は暫定2車線となる。

## 歴史
- 2009年（平成21年）3月20日 佐原IC-馬堀海岸IC間開通により供用開始。

## 料金所施設
ブース数：5

### 六ッ川方面
- ブース数：2
  - ETC専用：1
  - 一般：1

### 浦賀方面
- ブース数：3
  - ETC専用：1
  - 一般：2

## 隣
E16 横浜横須賀道路
(8)衣笠IC - (9)佐原IC - 佐原TB - (10)浦賀IC - (11)馬堀海岸IC